# The Final Frontier (Iron Maiden)
The Final Frontier este numele noului album de studio al trupei de heavy metal britanice Iron Maiden. Acesta a fost lansat pe 16 august 2010 și este cel mai de succes album al trupei intrând pe primul loc in peste 35 de țări inclusiv în România.

## Tracklist
1. "Satellite 15... The Final Frontier" (Adrian Smith, Steve Harris) – 8:40
2. "El Dorado" (Smith, Harris, Bruce Dickinson) – 6:49
3. "Mother of Mercy" (Smith, Harris) – 5:20
4. "Coming Home" (Smith, Harris, Dickinson) – 5:52
5. "The Alchemist" (Janick Gers, Harris, Dickinson) – 4:29
6. "Isle of Avalon" (Smith, Harris) – 9:06
7. "Starblind" (Smith, Harris, Dickinson) – 7:48
8. "The Talisman" (Gers, Harris) – 9:03
9. "The Man Who Would Be King" (Dave Murray, Harris) – 8:28
10. "When the Wild Wind Blows" (Harris) – 10:59

## Componență
- Bruce Dickinson — voce
- Steve Harris — bas
- Dave Murray — chitară
- Adrian Smith — chitară
- Janick Gers — chitară
- Nicko McBrain — baterie